# 中国塗料
中国塗料株式会社（ちゅうごくとりょう、英文名：CHUGOKU MARINE PAINTS, LTD.）は広島県大竹市に本社を置く、塗料メーカーである。

## 概要
大手塗料メーカー。国内でトップシェアを持ち、世界でも大手4社に入る船舶用塗料を主力に、工業用塗料、コンテナ用塗料にも展開。塗料、関連製品の製造販売のほか、船舶、一般構造物などの塗装管理、工事の請負とそのコンサルティング業務など塗料に関して広く顧客ニーズに応じたトータル・サービスを行う。

## 沿革
- 1917年5月 - 広島市中区において、中国化学工業合資会社として創業。船底塗料の製造を開始。
- 1923年5月 - 中国塗料株式会社に改組、資本金25万円。
- 1949年7月 - 広島証券取引所に上場。
- 1961年10月 - 東京証券取引所に上場。
- 1962年3月 - 滋賀県野洲市に滋賀工場を新設。
- 1976年3月 - 佐賀県神埼郡吉野ヶ里町に九州工場を新設。
- 1985年10月 - 連結子会社である大竹化学株式会社 （現・大竹明新化学）を設立。
- 1987年
  - 8月 - 連結子会社である中国マリンペイント販売株式会社（後の中国塗料マリン販売）、中国塗料関東販売株式会社（後の中国塗料工業販売）を設立。
  - 10月 - 広島県大竹市に大竹工場を新設。
- 1994年12月 - 神戸ペイント株式会社に資本参加し、同社を連結子会社化。
- 1999年6月 - 本店を広島県大竹市に移転。
- 2002年1月 - 連結子会社である中国塗料マリン販売及び中国塗料工業販売を吸収合併。
- 2007年11月 - 東京本社を移転。
- 2012年11月 - イタリアの塗料販売会社BOAT S.P.A.に資本参加し、同社を連結子会社化。

## 研究所・工場

### 研究所
- 広島（大竹研究センター） - 広島県大竹市明治新開1-7
- 滋賀 - 滋賀県野洲市三上2306-7

### 工場

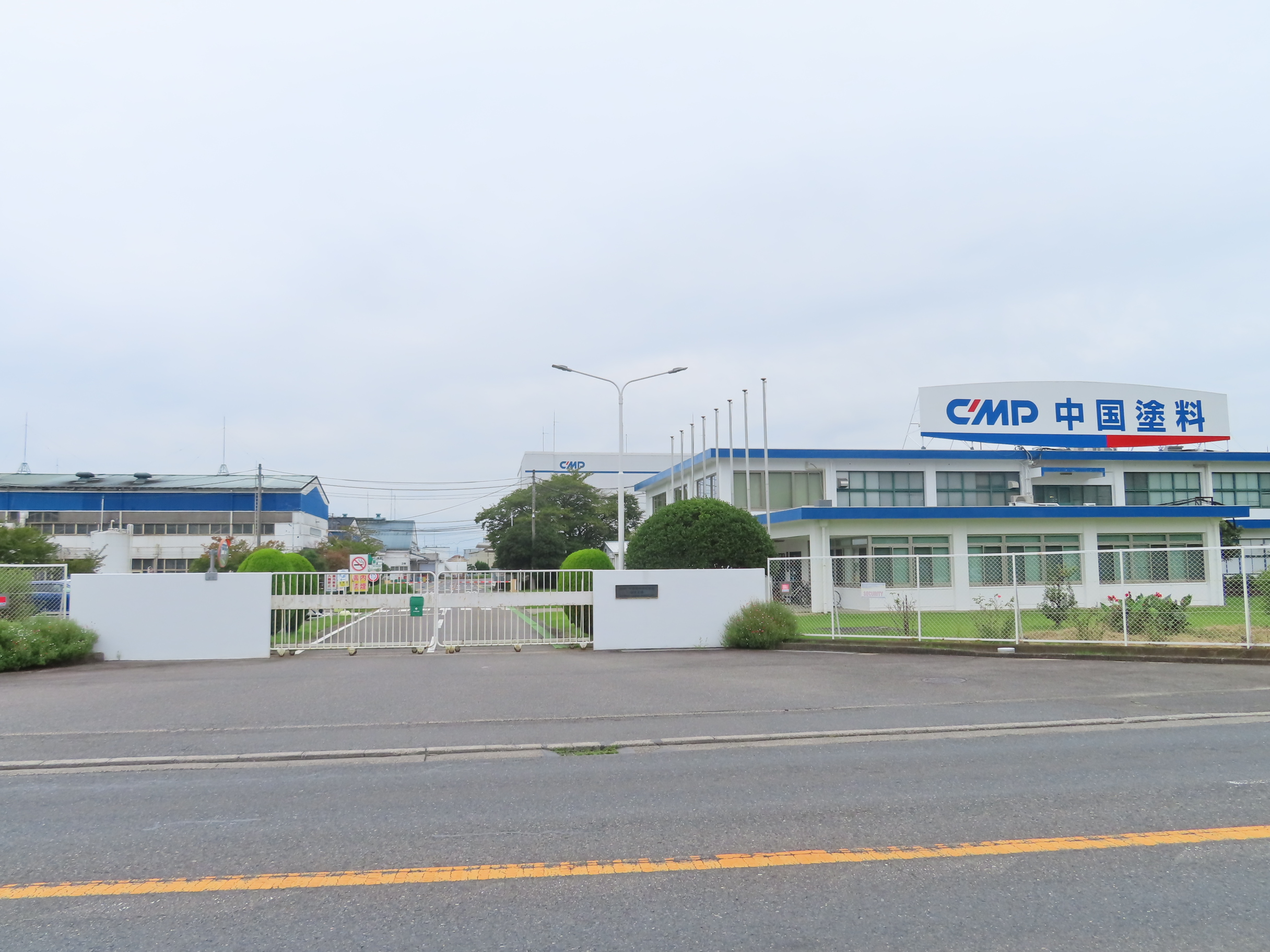
九州工場 - 佐賀県神埼郡吉野ヶ里町田手2783
- 滋賀工場 - 滋賀県野洲市三上2306-7
- 神戸ペイント 土山工場 - 兵庫県加古郡稲美町六分一字百丁歩1321-1
- 大竹明新化学 工場 - 広島県大竹市明治新開1-7
- 上海工場
- 上海第2工場
- 広東工場
- 韓国工場
- シンガポール工場
- マレーシア工場
- タイ工場
- インドネシア工場
- オランダ工場
- アメリカ工場

- 滋賀工場